# Creu del camí de la Creueta
La Creu del camí de la Creueta és una creu de terme de Dosrius (Maresme) situada al camí de la Creueta, al veïnat del Padró de Canyamars.

## Descripció
És una creu aïllada de ferro, situada damunt d'un basament rectangular bastit amb blocs de granit (0,80 metres), damunt del que s'assenta una pedra circular de molí amb incisions (1,30 metres de diàmetre). La creu és llatina (0,70 metres d'alçada) i està ornamentada amb reganyols en espiral disposats al voltant de l'encreuament dels braços. Aquests braços tenen inscripcions referents a la seva construcció: "OBRES JAUME AMAT Y JOSEP FRADERA LLIBRE" (anvers), "PRESIDENT DE LAS OBRAS JOAQUIM LLETJOS (lateral esquerre), "A (?) MAIG DE 1868 ECONOMO (?) MIQUEL BALLART" (lateral dret), "FOU TRASLADADA DEL SEMENTIRI AQUÍ" (revers).

## Història
Pel que indica la inscripció, la creu fou construïda l'any 1868 per en Jaume Amat i en Josep Fradera Llibre, cognoms relacionats amb dues masies del terme, can Bruguera dels Planells i can Llibre de Pagès. En Joaquim Lletjós era el propietari de la masia de can Galzeran, situada a pocs metres de la creu. Tot i que la inscripció ens diu que fou traslladada des del cementiri, segons les fonts orals, la creu sempre havia estat en el mateix lloc i es creia que hi havia alguna persona enterrada. També es creia que tant les pedres de la base com la pedra cilíndrica provenien del Molinot, molí fariner de Canyamars. Fins a l'any 1952, data en què es construí la Creu de terme de Canyamars, la creu feia les funcions d'una creu de terme i s'hi anava en processó per fer la benedicció del terme. En realitat es tracta d'una creu de pedró (aquestes creus delimitaven una sagrera o l'àrea d'influència d'una església o ermita).